# フォベッロ
フォベッロ（伊: Fobello）は、イタリア共和国ピエモンテ州ヴェルチェッリ県にある、人口約200人の基礎自治体（コムーネ）。

## 地理

### 位置・広がり
| 隣接するコムーネは以下の通り。括弧内のVBはヴェルバーノ・クジオ・オッソラ県所属を示す。 - アルト・セルメンツァ (リマスコ) - バンニオ・アンツィーノ (VB) - カルコーフォロ - チェルヴァット - クラヴァリアーナ - リメッラ - ロッサ |